# In Kyo-Don
In Kyo-Don (en coreano: 인교돈; 27 de junio de 1992) es un deportista surcoreano que compite en taekwondo.
Participó en los Juegos Olímpicos de Tokio 2020, obteniendo una medalla de bronce en la categoría de +80 kg. Ganó una medalla de bronce en el Campeonato Mundial de Taekwondo de 2017, y dos medallas de oro en el Campeonato Asiático de Taekwondo en los años 2016 y 2018.

## Palmarés internacional
| Juegos Olímpicos    | Juegos Olímpicos             | Juegos Olímpicos  | Juegos Olímpicos |
| Año                 | Lugar                        | Medalla           | Categoría        |
| ------------------- | ---------------------------- | ----------------- | ---------------- |
| 2020                | Tokio (Japón)                | Medalla de bronce | +80 kg           |
| Campeonato Mundial  |                              |                   |                  |
| Año                 | Lugar                        | Medalla           | Categoría        |
| 2017                | Muju (Corea del Sur)         | Medalla de bronce | –87 kg           |
| Campeonato Asiático |                              |                   |                  |
| Año                 | Lugar                        | Medalla           | Categoría        |
| 2016                | Pásay (Filipinas)            | Medalla de oro    | –87 kg           |
| 2018                | Ciudad Ho Chi Minh (Vietnam) | Medalla de oro    | +87 kg           |